# Ford Fiesta V

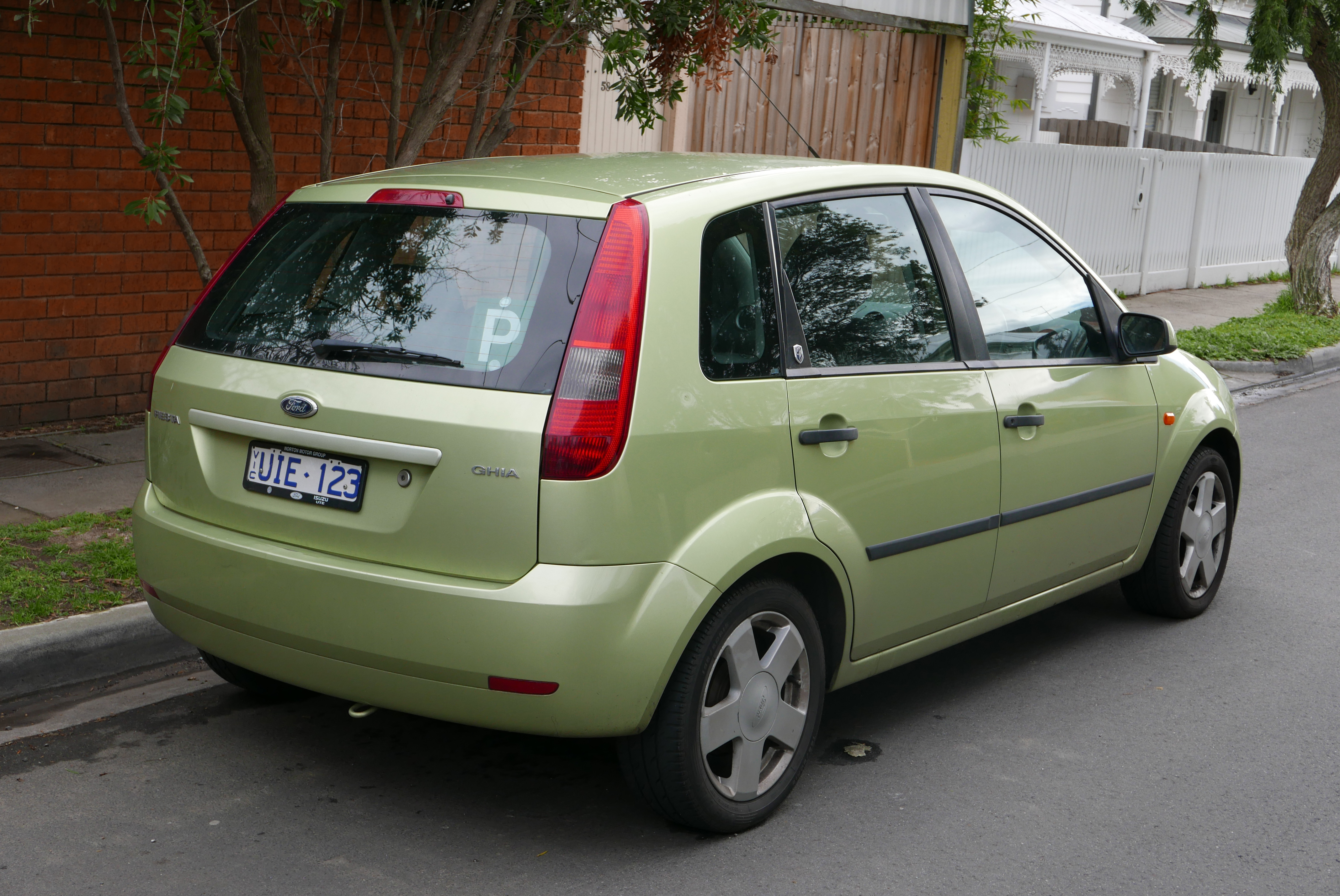
Vue Arrière Ford Fiesta, 5ème génération, (Hawthorn, Australie)

La Ford Fiesta Mk5 est la cinquième génération de la Ford Fiesta construite en Europe entre avril 2002 et 2008. Cette cinquième génération a continué d'être construite au Mexique jusqu'en 2010 et au Brésil jusqu'en 2014. La plupart des moteurs ont été repris de la Fiesta précédente. Cette génération est devenue la génération de Ford Fiesta la plus vendue à ce jour. Ce fut la première Fiesta à être vendue en Asie et en Australasie, où elle a remplacé la Ford Festiva basée sur une Kia.

## Histoire
Cette section ne s'appuie pas, ou pas assez, sur des sources secondaires ou tertiaires indépendantes du sujet.

Pour l'améliorer, ajoutez-en, ou placez des modèles {{Source secondaire souhaitée}} ou {{Source secondaire nécessaire}} sur les passages mal sourcés. (juillet 2022)
Le 1er avril 2002, la toute nouvelle voiture de cinquième génération a été dévoilée. La production à l'usine d'Almussafes a commencé le 29 avril 2002. La plupart des moteurs ont été repris de la Fiesta précédente, mais rebaptisés «Duratec», car le nom «Zetec» était désormais uniquement utilisé pour les modèles plus sportifs. Le précédent moteur à tige de poussée de 1,3 L était initialement disponible au Royaume-Uni, mais il a rapidement été remplacé par un moteur RoCam de 1,3 L, tous deux sous le nom de Duratec 8v.
Les niveaux de finition initialement disponibles étaient Finesse, LX, Zetec et Ghia, avec des variantes en édition limitée peu après. La cinquième génération a également été la première Fiesta à être équipée de série d'un système de freinage antiblocage et d'airbags pour passagers. Cette génération est devenue la génération de Ford Fiesta la plus vendue à ce jour.
Les moteurs disponibles comprennent des moteurs essences de 1,25 L, 1,3 L, 1,4 L, 1,6 L et 2,0 L, ainsi qu'un moteur Diesel Duratorq TDCi à 8 soupapes et à rampe commune de 1,6 litre construit en co-entreprise avec PSA.
Les Fiesta vendues en Asie et en Australasie étaient les LX 1,6 3 portes/5 portes, Zetec 1,6 3 portes et Ghia 1,6 5 portes. Elles ont remplacée la Festiva basée sur une Kia, c'était la première fois que la Fiesta était commercialisée dans ces régions. Au Brésil et en Argentine, une version berline à malle de la Fiesta a été introduite fin 2004. Un modèle berline à malle similaire, appelé «Ikon» et avec une face avant différente, est sorti en Inde fin 2005. Cette génération de Fiesta était ergonomiquement et mécaniquement plus avancée que n'importe quelle génération précédente. Le lifting de 2005 est venu avec un extérieur amélioré.

### Commercialisation

#### Amérique du Sud
Au Brésil, les options de moteur incluent également les moteurs Flex 8v de 1.0 L et Flex 8v de 1.6 L, appelés Rocam, qui fonctionnent à l'éthanol, à l'essence ou à un mélange des deux. Le nom de code interne de ce modèle est B256 (5 portes) et B257 (3 portes). Dans d'autres pays du Marché commun du Sud, la Fiesta est équipée d'un moteur Zetec SOHC de 1,6 L et 98 ch (73 kW) avec le choix entre une transmission automatique à 4 rapports ou une transmission manuelle à 5 rapports. Un moteur Diesel de 1,4 L et 68 ch (51 kW est également disponible. Pour le marché colombien, le moteur Rocam 8v de 1,0 L était vendu avec un compresseur, produisant 96 ch (72 kW). Cela a été abandonné en 2009 et remplacé par la Mark VI importée du Mexique. Au Chili, le modèle est importé depuis le Mexique car le modèle du Marché commun du Sud ne répond pas aux exigences du pays.
La Fiesta du marché sud-américain a été restylée début 2007 en tant que modèle de 2008, avec de nouveaux phares rectangulaires et une nouvelle calandre. Début 2010, la Fiesta a été restylée en tant que modèle de 2011, avec de nouveaux phares et une nouvelle calandre, très similaires à ceux de la Fiesta Mark VI disponibles sur d'autres marchés à travers le monde, mais en conservant toutes les autres caractéristiques à peu près les mêmes que dans le modèle précédent. Son nom varie d'un pays à l'autre, appelé «Fiesta One» en Argentine, «Fiesta Move» au Venezuela et «Fiesta Rocam» au Brésil,,.

#### Mexique
Cette génération était vendue au Mexique jusqu'en 2010, date à laquelle elle a été remplacée par l'Ikon Hatch (une Ford Figo importée d'Inde et toujours basée sur la Fiesta de cinquième génération). Ce nouveau modèle a coïncidé avec le lifting de 2010 et le changement de nom, passant de Fiesta Sedan à Ikon. Depuis l'arrêt de l'Ikon en 2012, l'Ikon Hatch est vendue aux côtés de la Fiesta de sixième génération.

#### Inde
Sur le marché indien, Ford produisait la Ford Ikon (basée sur le modèle Mark IV) et la Fiesta de cinquième génération (avec une carrosserie tricorps à quatre portes uniquement) en parallèle pour le marché des berlines jusqu'en avril 2011. La Fiesta était commercialisée en Inde depuis septembre 2005, soit avec un moteur essence Duratec de 1,6 litre (également en version sportive, à savoir le Duratec S de 1,6 L) soit avec un moteur Diesel TDCi de 1,4 L. La carrosserie était spécifique au marché indien, non liée à la Mark V berline à malle vendue en Amérique latine. La voiture s'est bien vendue dès le début, avec plus des deux tiers des ventes initiales êtant le modèle Diesel plus économique. En 2010, la Ford Figo a été ajoutée à la gamme, une berline à hayon basée sur le modèle Mark V.
La production de la Ford Ikon a été interrompue lorsque les exigences d'émission Bharat IV sont entrées en vigueur pour les zones métropolitaines. Ford a ensuite annoncé le lancement de la Fiesta Mark VI à un prix inférieur et avec de nouvelles fonctionnalités, notamment des doubles coussins gonflables, alignant la Fiesta avec ses concurrentes telles que l'Honda City, le Suzuki SX4, la Volkswagen Vento et la Hyundai Verna. En juillet, Ford a présenté la Fiesta de sixième génération, commercialisée en Inde avec uniquement une carrosserie berline à malle.

##### Classic
À l'époque de l'introduction de la Mark VI, en avril 2011, le nom de la Mark V a été changé en «Ford Fiesta Classic».
Après environ un an sur le marché sous le nom de Ford Fiesta Classic, la version restructurée a abandonné la partie «Fiesta» et est simplement devenue la Ford Classic en juillet 2012. Cela a coïncidé avec une baisse des prix et l'introduction d'une nouvelle variante appelée «Titanium». Elle est proposée avec un moteur essence Duratec de 1,6 litre ou avec un moteur Diesel TDCi de 1,4 L. La version essence propose 101 ch (74 kW) tandis que le Diesel a 68 ch (50 kW).

#### Japon
La Fiesta était brièvement vendue de 2004 à 2007, partageant sa plate-forme avec la Mazda Demio. Le seul style de carrosserie était la berline 5 portes, avec le moteur de 1,6 litre et la finition GLX, la Fiesta ST n'étant proposée qu'en 2005. La Fiesta Sportizm était vendue au Japon et était limitée à 50 voitures. Le modèle est basé sur la GHIA de 1,6 litre et il est équipé de kits carrosserie sportifs, d'un aileron arrière et de l'écusson «Sportizm» à l'extérieur et sur les tapis de sol. La Sportizm n'était vendue que dans la couleur "Colorado Red".

### Fiesta ST/RX4
La Fiesta ST/XR4 était le modèle de performance de cette Fiesta. Elle comprend un moteur essence Duratec de 2,0 L et 150 ch (110 kW) sous sa forme standard, avec une vitesse de pointe de 129 mph (208 km/h). La Fiesta ST est également dotée de jantes en alliage de 17 pouces (43 cm), freins à disque sur toutes les roues, pare-chocs avant et arrière différents, jupes latérales, poignées et bandes de protection couleur carrosserie, sièges en cuir partiel ou, en supplément optionnel, des sièges en cuir chauffants et un logo ST sur les dossiers des sièges avant et sur le volant.
En Australie, la Fiesta ST était vendue sous le nom de Fiesta XR4. Pour rester en ligne avec tous les modèles sportifs de Ford vendus en Australie, elle a reçue le badge «XR», au lieu du badge «ST» utilisé en Europe.
Le véhicule a été dévoilé au Salon de l'automobile de Genève 2004.

### Fiesta RallyeConcept
Il s'agit d'un concept car britannique 3 portes conçu par Ford RallyeSport et Ford Design Europe, conçu pour le rallye Super 1600. Le moteur Duratec de 1,6 L était évalué à 200 ch (150 kW). Elle comprend un échappement Arvin Meritor quatre-deux-un, une boîte séquentielle Hewland à 6 rapports, des suspensions avant à jambes de force MacPherson et suspensions arrière à poutres torsadées et jantes en magnésium à 15 rayons avec pneus Pirelli P-Zero de 18 ".
La voiture a été dévoilée au salon de l'auto de Birmingham.

### Concept Fiesta RS
Il s'agit d'un concept car basé sur la Fiesta RallyeConcept de 2002. Elle comprend de nombreuses fonctionnalités de la Fiesta RallyeConcept telles que les évents de refroidissement dans le pare-chocs avant, bas de caisse latéraux épais, étriers de frein à revêtement céramique blanc, embouts d'échappement et un grand aileron arrière. Elle comprend également des jantes en alliage de 18 pouces avec des pneus à profil bas, passages de roues allongés et suspension abaissée et raidie. Le moteur est évalué à plus de 180 ch (130 kW).

### Lifting
En novembre 2005, une version révisée de la Fiesta de cinquième génération a été lancée pour l'année modèle 2006, également connue sous le nom de Mk5.5. Les changements extérieurs comprennent de nouveaux pare-chocs et une nouvelle calandre, nouveaux phares, nouveaux feux arrière, rétroviseurs extérieurs redessinés et moulures latérales plus épaisses, avec poignées, rétroviseurs et moulures latérales couleur carrosserie sur certains modèles. De nouvelles couleurs extérieures vibrantes ont été ajoutées, 'Tango Red', 'Amethyst', 'Sublime' et 'Apple'.
À l'intérieur, la refonte s'est concentrée sur l'amélioration de la sensation de qualité et d'espace. Cela comprenait un nouveau carénage, avec des instrumentations «analogiques» plus faciles à lire, et une section supérieure du tableau de bord au toucher doux, à la suite des critiques de la texture originale dure et bon marché. Le lifting comprenait également une gamme de nouvelles technologies de «grandes voitures», y compris la commande vocale, Bluetooth, un ordinateur de bord, Contrôle Électronique et Automatique de la Température (CÉAT), essuie-glaces à capteur de pluie, phares automatiques, rétroviseurs extérieurs rabattables électriquement et connectivité MP3. Au Royaume-Uni, ces nouvelles fonctionnalités ont été rendues publiques par le biais d'une campagne publicitaire télévisée nommé «Clever Fiesta, Stupid Dogbot» («Fiesta intelligente, robot-chien stupide» en français) et du microsite de Ford. Au Royaume-Uni, la voiture était initialement disponible dans les niveaux de finition Studio, Style, Style Climate, Zetec, Zetec Climate, Zetec S, ST et Ghia. Ce fut la dernière Fiesta vendue avec le niveau de finition Ghia.
Les changements ont eu un effet immédiat sur les ventes. Après des années de ventes inférieures à celles de la Corsa de Vauxhall, entre autres, en février 2006, Ford a annoncé que les ventes du mois précédent avaient augmenté de 25 % par rapport à janvier 2005 avec le modèle précédent. De plus, la Fiesta a remporté le titre de la citadine la plus populaire de Grande-Bretagne en 2006 et 2007, pour la première fois depuis 2001.

#### Éditions limitées
La Zetec S "Anniversary" était une édition limitée à 400 voitures basée sur la Zetec S et comprenait une carrosserie Radian Yellow, toit en damier, rétroviseurs et poignée de porte noirs, verre tinté, jantes en alliage de 16 po (41 cm), becquet de toit noir, sièges sport, garniture en cuir, une alarme et une prise pour iPod.
La voiture a été mise en vente au Royaume-Uni en mars 2007 pour 12 595 £. Malgré son nom, la Ford Fiesta avait en réalité 31 ans lorsque le modèle anniversaire est sorti.
La Zetec S "Celebration" était une édition limitée (400 voitures) basée sur la Zetec S et comprenait une carrosserie Celebration Green, autocollant de toit en damier, numéro d'identification unique, plaques de seuil et tapis en damier, intérieur tout en cuir "Ebony Haze", verre d'intimité, rétroviseurs extérieurs, moulures latérales, becquet de toit et poignée du hayon Panther Black, jantes en alliage de 16 po (41 cm), climatisation, un ordinateur de bord, vitres électriques, lecteur CD avec prise pour connexion de musique portable, sièges avant sport et suspension sport abaissée.
La voiture a été mise en vente au Royaume-Uni pour 12 595 £.
La Zetec S Red était une édition limitée (500 voitures) basée sur la Zetec S et comprenait une carrosserie Colorado Red, autocollant de toit en damier, verre d'intimité foncé sur les vitres arrière, rétroviseurs extérieurs, poignées de porte, moulures latérales, becquet de toit et poignée du hayon Panther Black; Pare-brise chauffant Quickclear, sièges en cuir Ebony, jantes en alliage de 16 po (41 cm), climatisation et rétroviseurs extérieurs chauffants et à commande électrique.
La voiture a été mise en vente au Royaume-Uni pour 13 000 £.

#### Mise à niveau par Mountune Performance pour la Fiesta ST
En 2008, Ford a proposé des options Mountune Performance pour les véhicules Fiesta ST, disponibles chez les concessionnaires Ford britanniques spécialisés à partir de mars 2008. Ceux-ci étaient développés par Roush Technologies Ltd, propriétaire de la marque de sport automobile Mountune Racing. Le Mountune Performance Stage 1 (1 435 £) comprend un catalyseur à haut débit et un collecteur tubulaire, ainsi qu'un réétalonnage du moteur pour produire 165 PS (121 kW; 163 ch). La finition Mountune Performance Stage 2 (1 838 £) ajoute de nouveaux arbres à cames et de nouveaux ressorts de soupape à la finition de base pour fournir 185 PS (136 kW; 182 ch).
La ST 500 était un modèle en production limitée (500 véhicules) de la Fiesta ST. Elle comprend des jantes en alliage noir de 17 po (43 cm) et à 11 rayons, étriers de frein rouges et garniture intérieure en fibre de carbone. L'intérieur comprend également un système audio Sony et des sièges chauffants en cuir Ebony. Le véhicule coûtait 15 000 £.

#### Zetec Blue
En novembre 2007, Ford a annoncé l'édition spéciale 'Zetec Blue', présentée en tant que 'chant du cygne' pour la Mk5 du Royaume-Uni. La Zetec Blue était disponible en 3 ou 5 portes, avec un choix de moteurs essence de 1.25 L et 1.4 L et diesel TDCi de 1.4 L. Les prix commençaient à 9 995 £; entre les modèles Style Climate et Zetec Climate existants. La garniture des sièges était un dérivé unique du bleu «Kyoto» présenté dans la Style Climate, et tandis que la Zetec Blue ne comportait pas de calandre chromée; le modèle a par ailleurs été spécifié comme le modèle Zetec Climate, ajoutant en plus ; Jantes alliage 16" à 7 branches, système audio CD Sony avec télécommandes et haut-parleurs haut de gamme et contour, évent et guêtres bleus coordonnés. Pour stimuler les ventes finales avant l'introduction de la Mk6, les spécifications de la Zetec Blue ont augmenté à l'été 2008, avec l'inclusion du Bluetooth et commande vocale, et de la finition Technology (phares automatiques, essuie-glaces à capteur de pluie, rétroviseurs extérieurs rabattables électriquement) de série, qui a été promu jusqu'au 30 septembre 2008.